# Neobarock

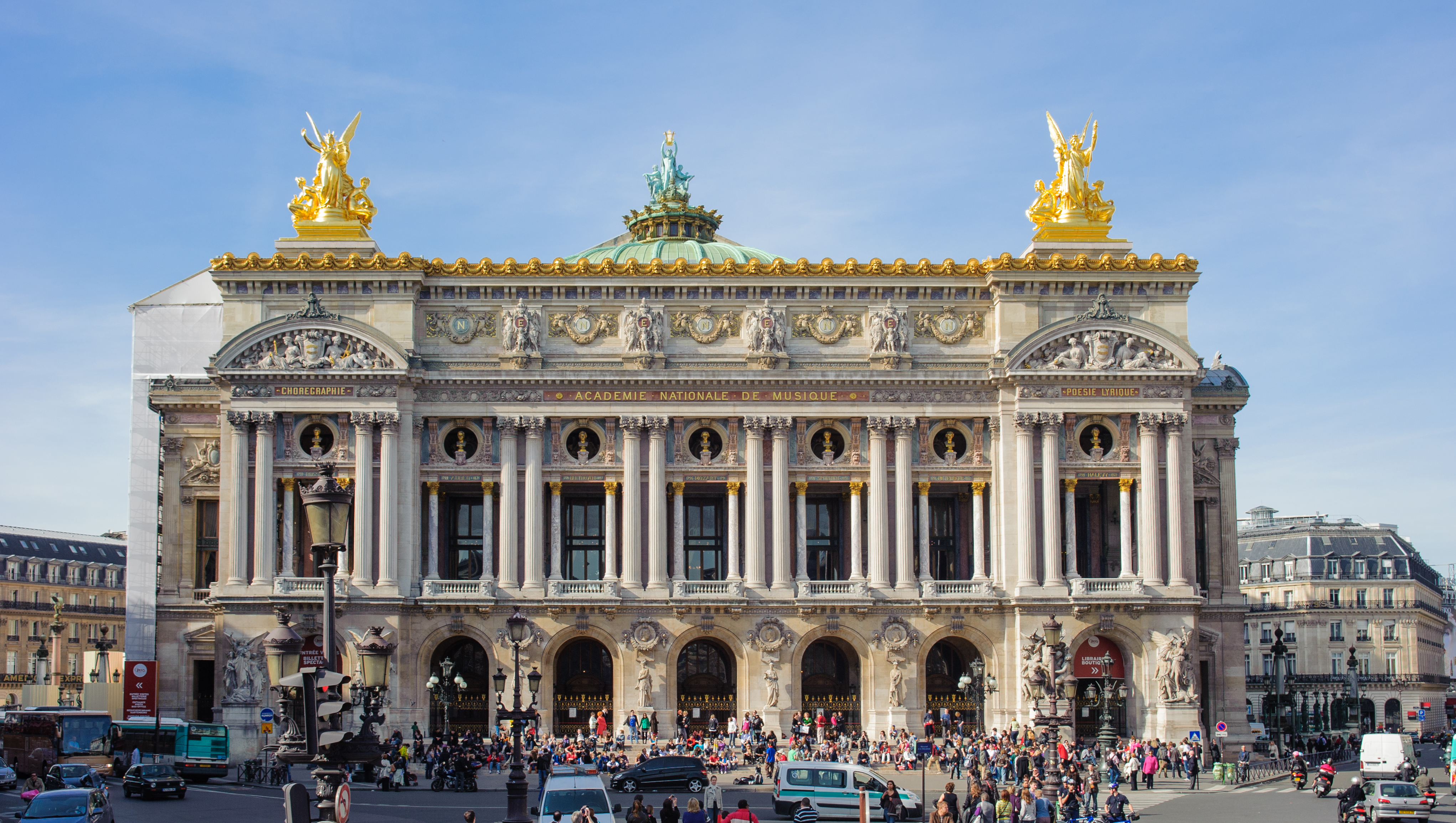
Die neobarocke Opéra Garnier in Paris

Neobarock (von altgriechisch νέος néos, deutsch ‚neu‘) oder Neubarock ist die Bezeichnung einer künstlerischen Stilrichtung des 19. Jahrhunderts, die sich den Barock zum Vorbild nahm. Sie fand Einzug in die bildende und darstellende Kunst Europas und unterscheidet sich nach regional verschiedenen Ausprägungen.

## Architektur
Der Neobarock ist dem Historismus zuzuordnen und verbreitete sich zunehmend in der zweiten Hälfte des 19. Jahrhunderts. In seinem Formenrepertoire basierte er auf regionsabhängigen Arten des Barock. Beispiele sind der hanseatische oder der französische Neobarock. Um 1860 verbreitete sich der seltener auch Zweiter Barock genannte Stil zunehmend in Europa und löste die grundsätzlich noch vorherrschende klassizistische Architektur ab. Als maßgebliche erste neobarocke Großbauten schuf Napoleon III. 1857 die Tuilerien und 1860 die Pariser Oper, die heute unter den Begriff der Beaux-Arts-Architektur fallen. Sie gaben den Anstoßpunkt für die Blütezeit des Neobarocks, die seinen Höhepunkt europaweit um 1890 erreichte.
Die Verwendung neobarocker Architektur fand besonders bei Theatergebäuden und Opernhäusern Einzug, da der Barock als Hochblüte aller theatralischen Kunstgattungen galt.
Unter dem Einfluss des Wilhelminismus wurde der repräsentative Neobarock im deutschen Kaiserreich zum vorherrschenden Stil für öffentliche Bauwerke, beispielsweise Regierungsgebäude, Justizpaläste oder Bibliotheken. Beispiele sind die Staatsbibliothek Unter den Linden, der Justizpalast in München oder das Reichsgerichtsgebäude. Auch die Wohnungsbauten und die Villenarchitektur um die Jahrhundertwende orientierten sich häufig am Neobarock. Allerdings kam es hierbei häufig zu eklektizistischen Überschneidungen mit anderen Stilrichtungen wie der Neorenaissance. Der Neoklassizismus und der Jugendstil lösten den Neobarock um 1905 zunehmend ab. 1910 bei Neubauten kaum noch in Verwendung, bereitete spätestens die nach dem Ersten Weltkrieg aufkommende Klassische Moderne dem Neobarock sein Ende.
In Österreich war seine Verwendung „patriotisch“ konnotiert, da er an die Kulturblüte und politische Expansion des frühen 18. Jahrhunderts anknüpfte. In seiner Spätphase koexistierte er mit dem Jugendstil, den er teilweise beeinflusste.

## Bauwerke

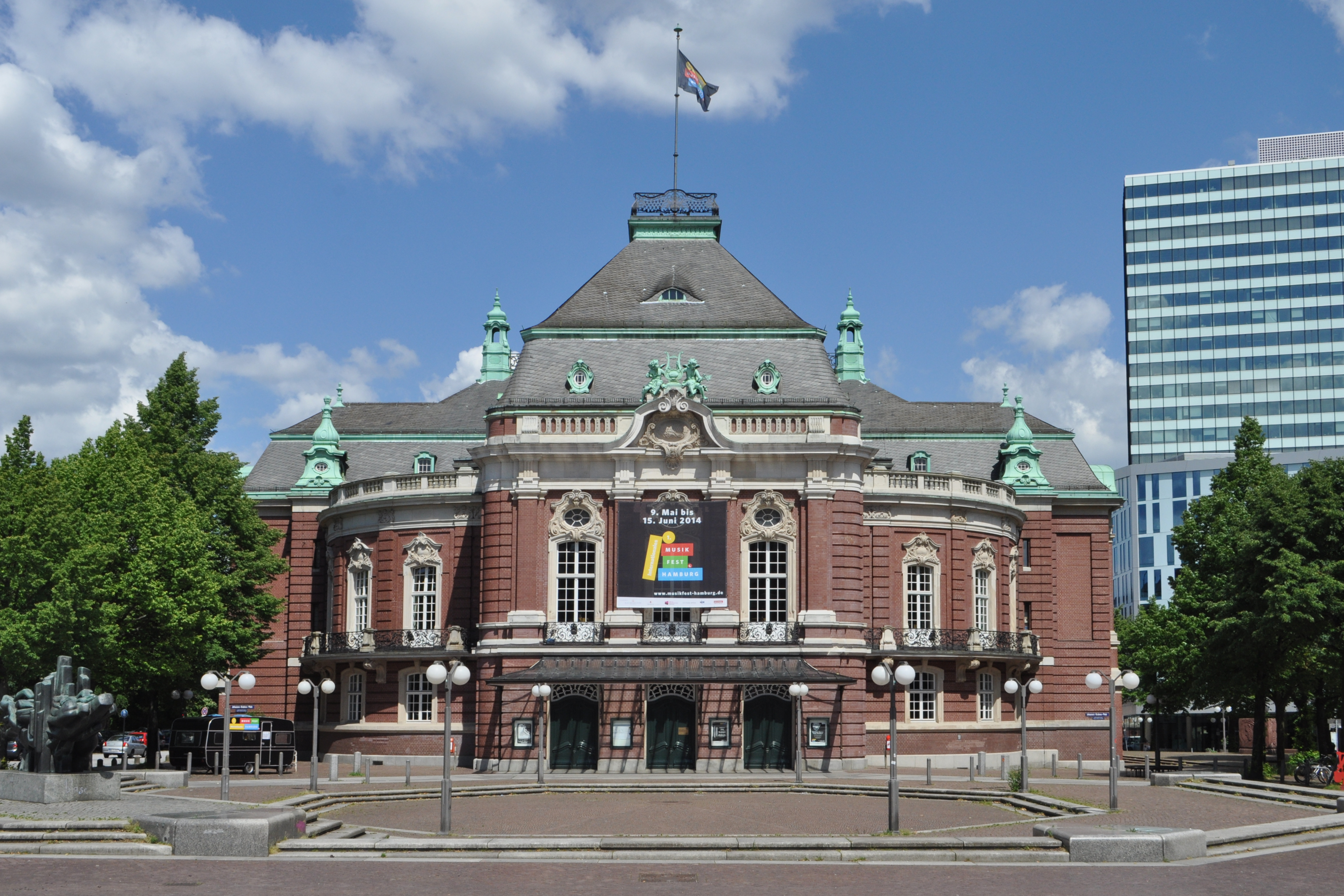
Laeisz-Halle Hamburg

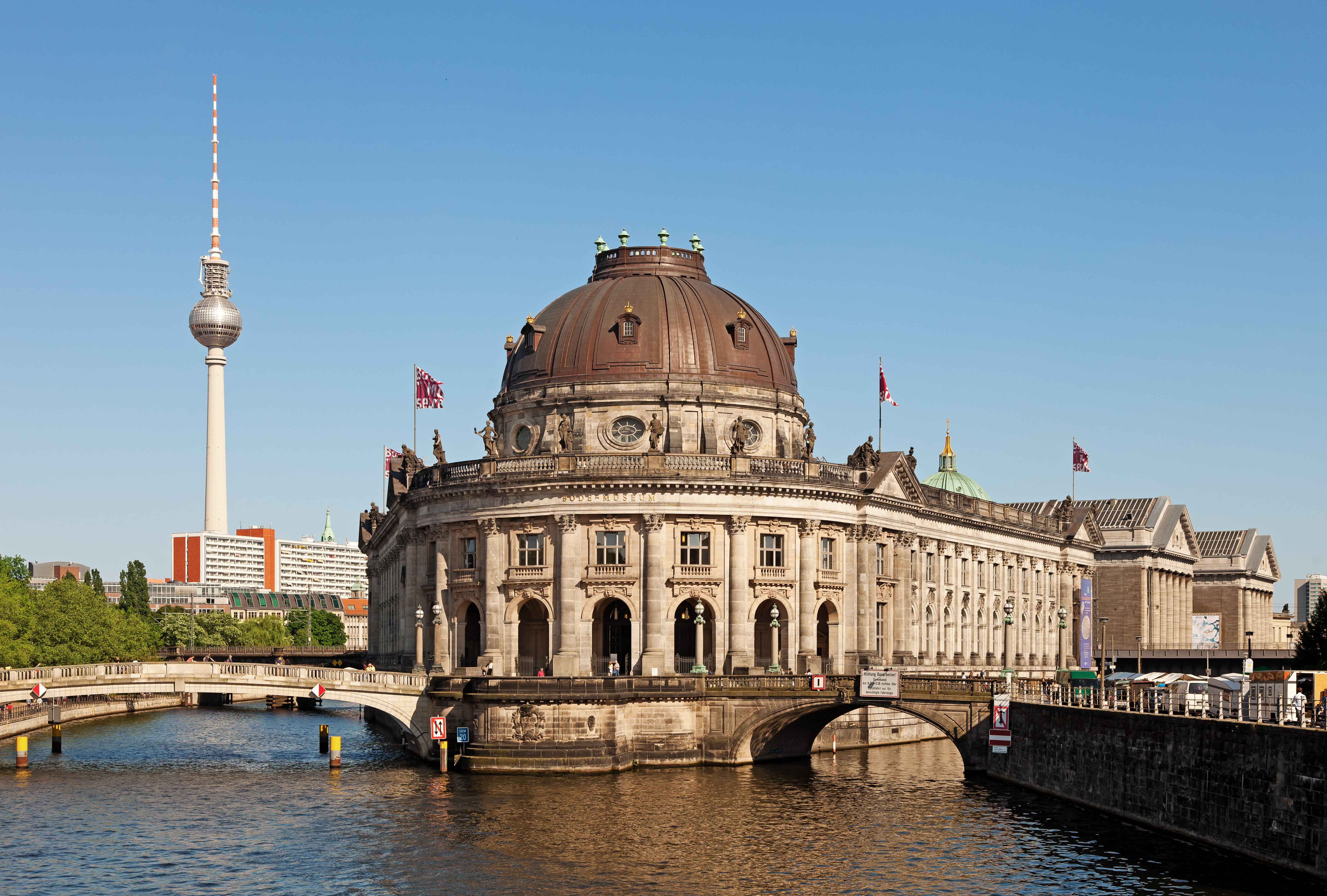
Bode-Museum Berlin

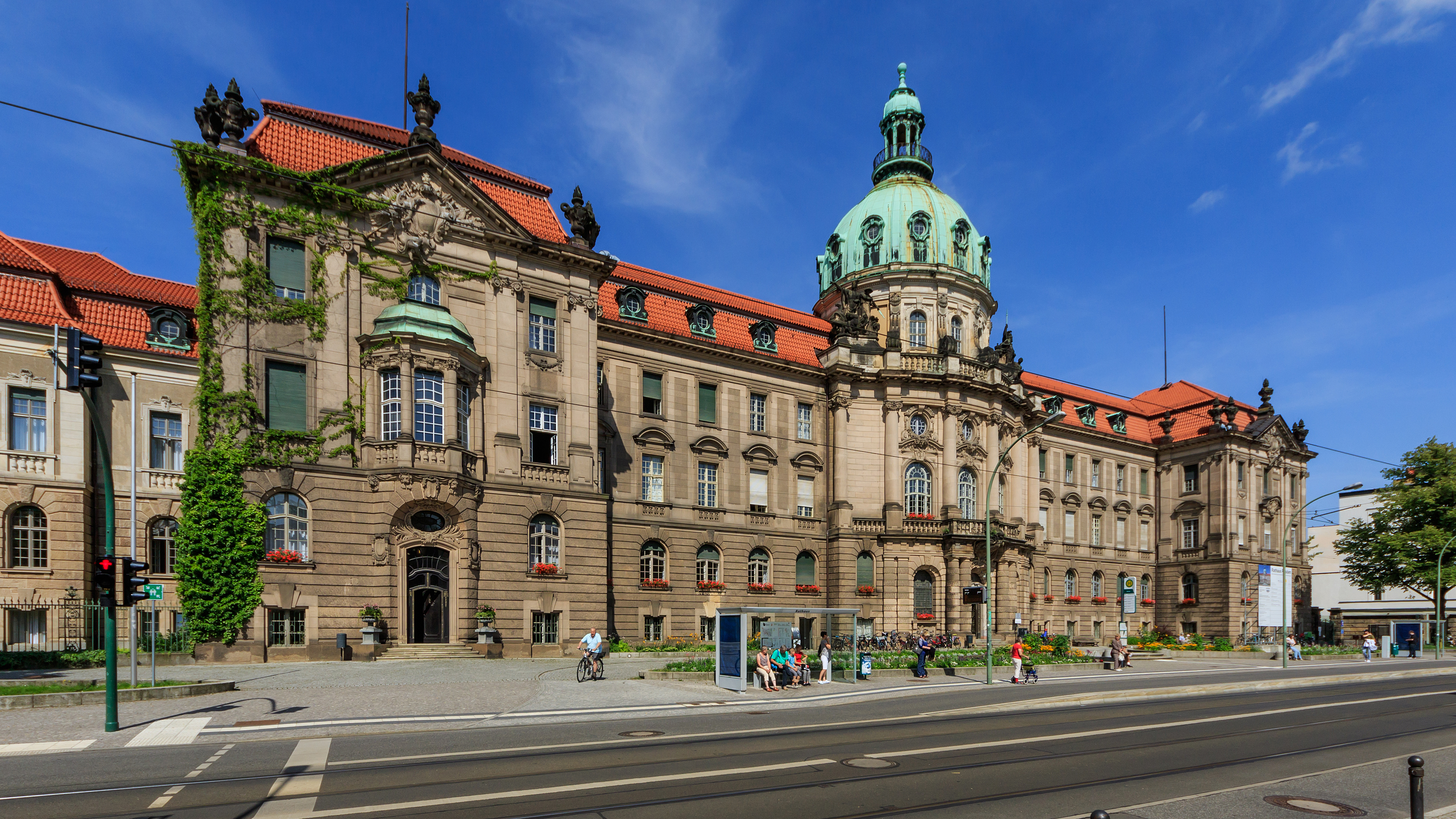
Ehemaliges Regierungsgebäude Potsdam

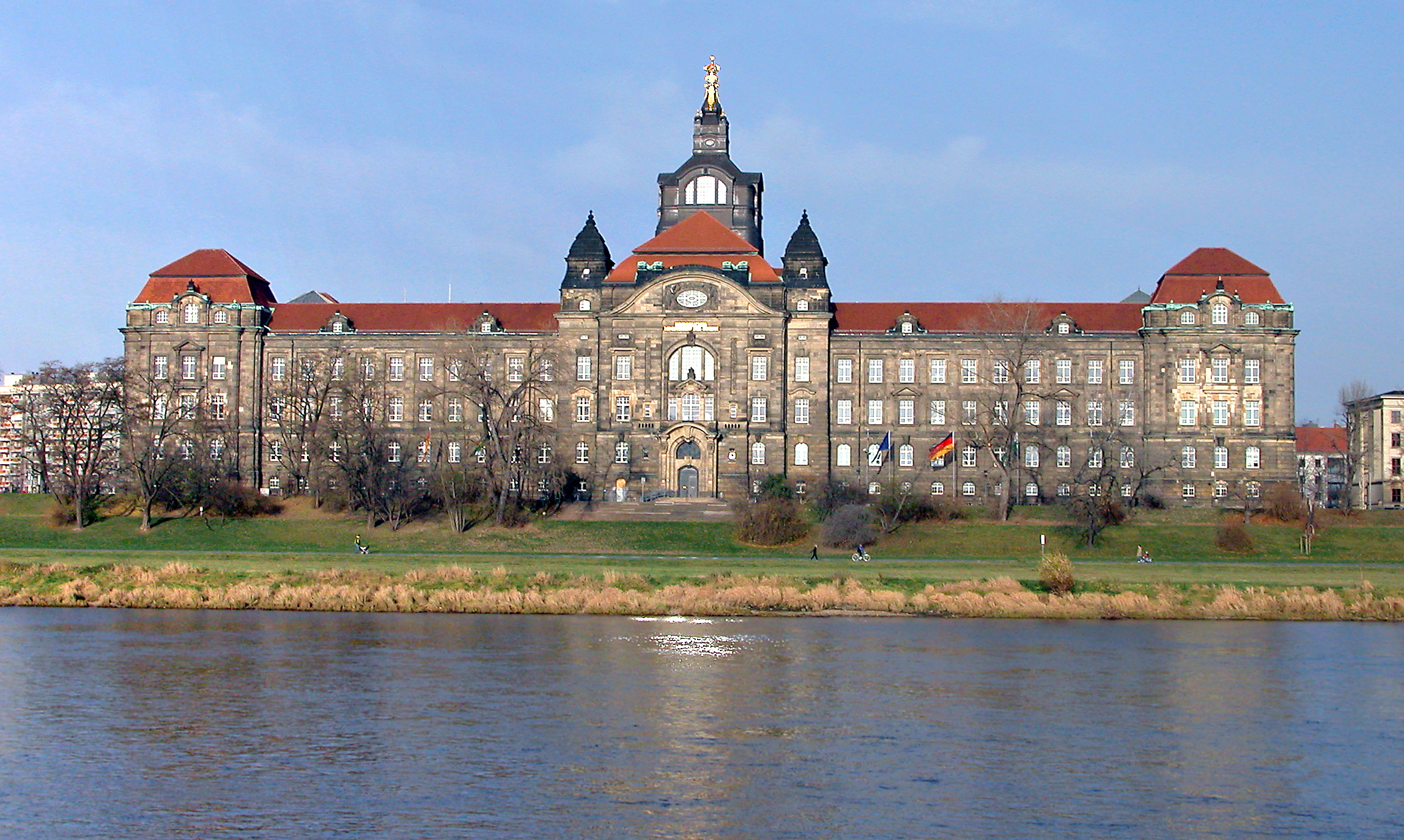
Ehemaliges Ministerialgebäude Dresden

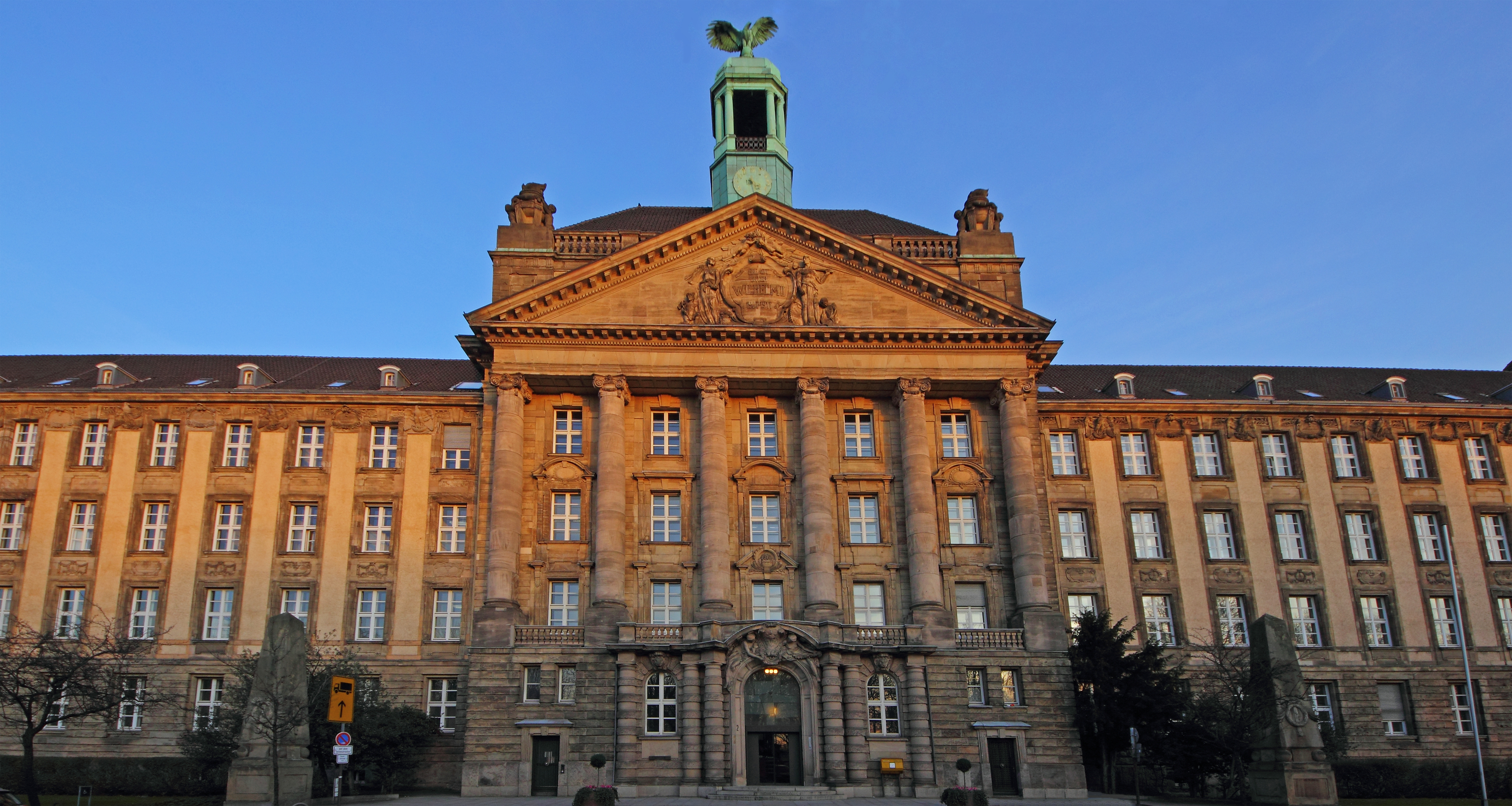
Regierungsgebäude Düsseldorf

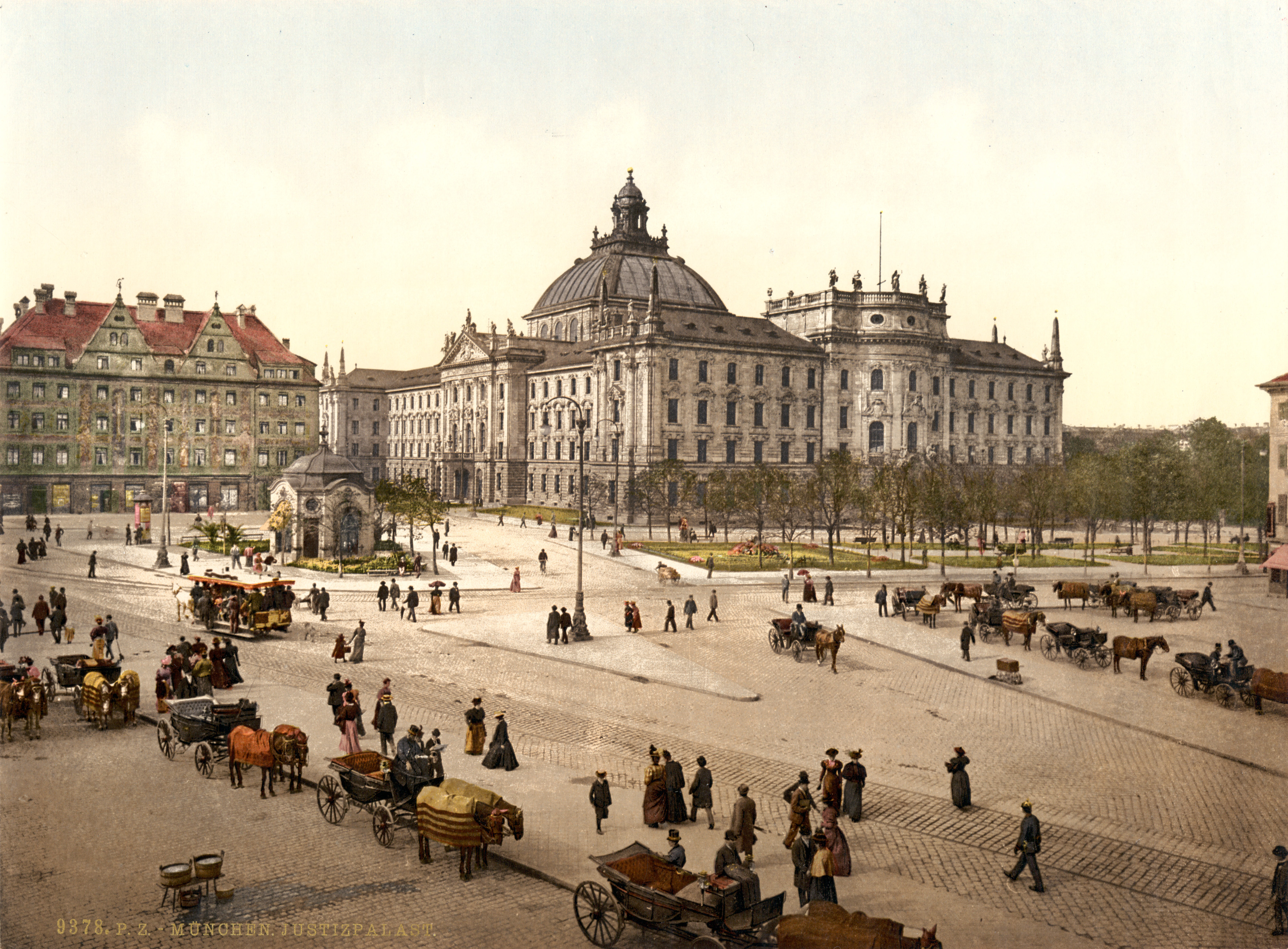
Justizpalast München (um 1900)

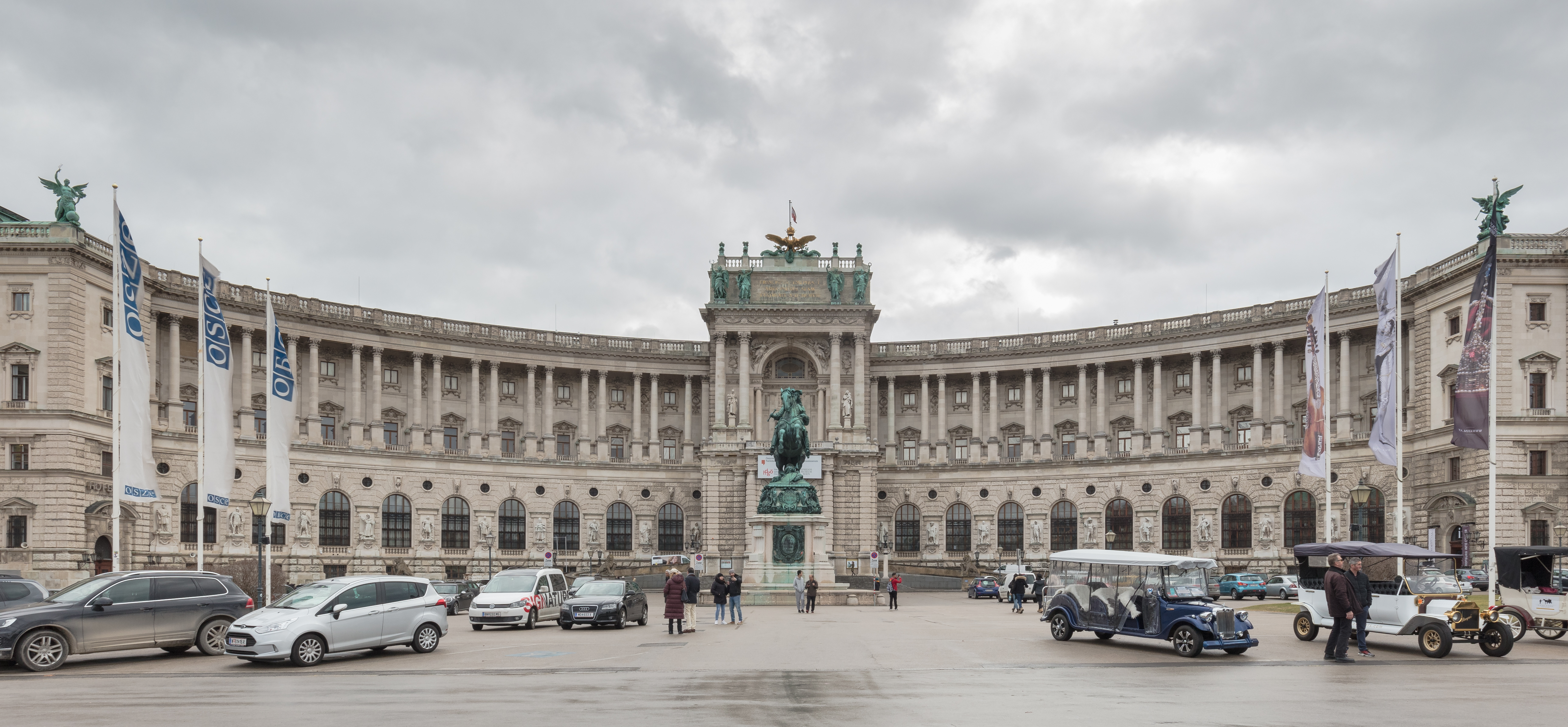
Neue Burg Wien

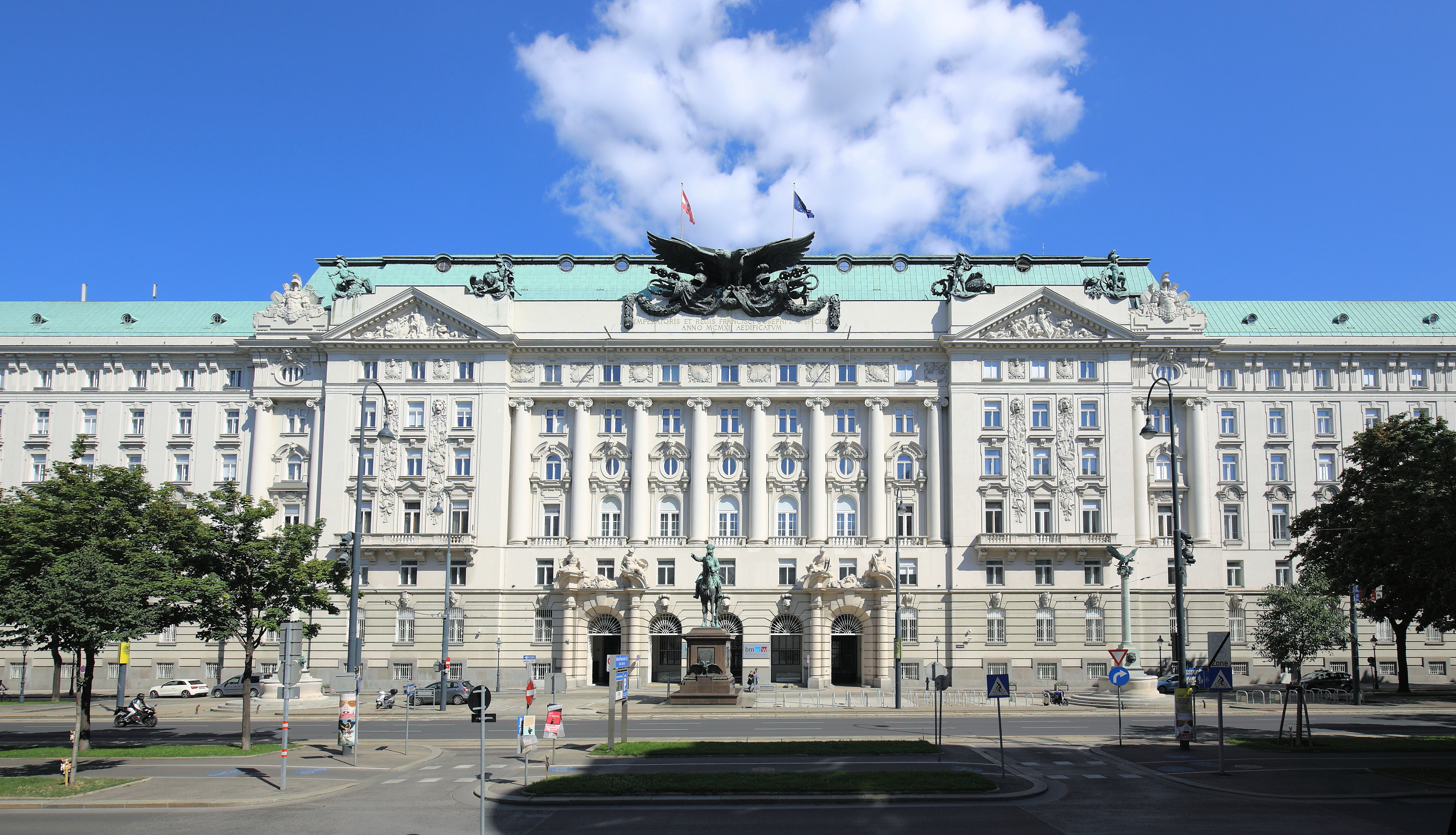
Kriegsministerium Wien

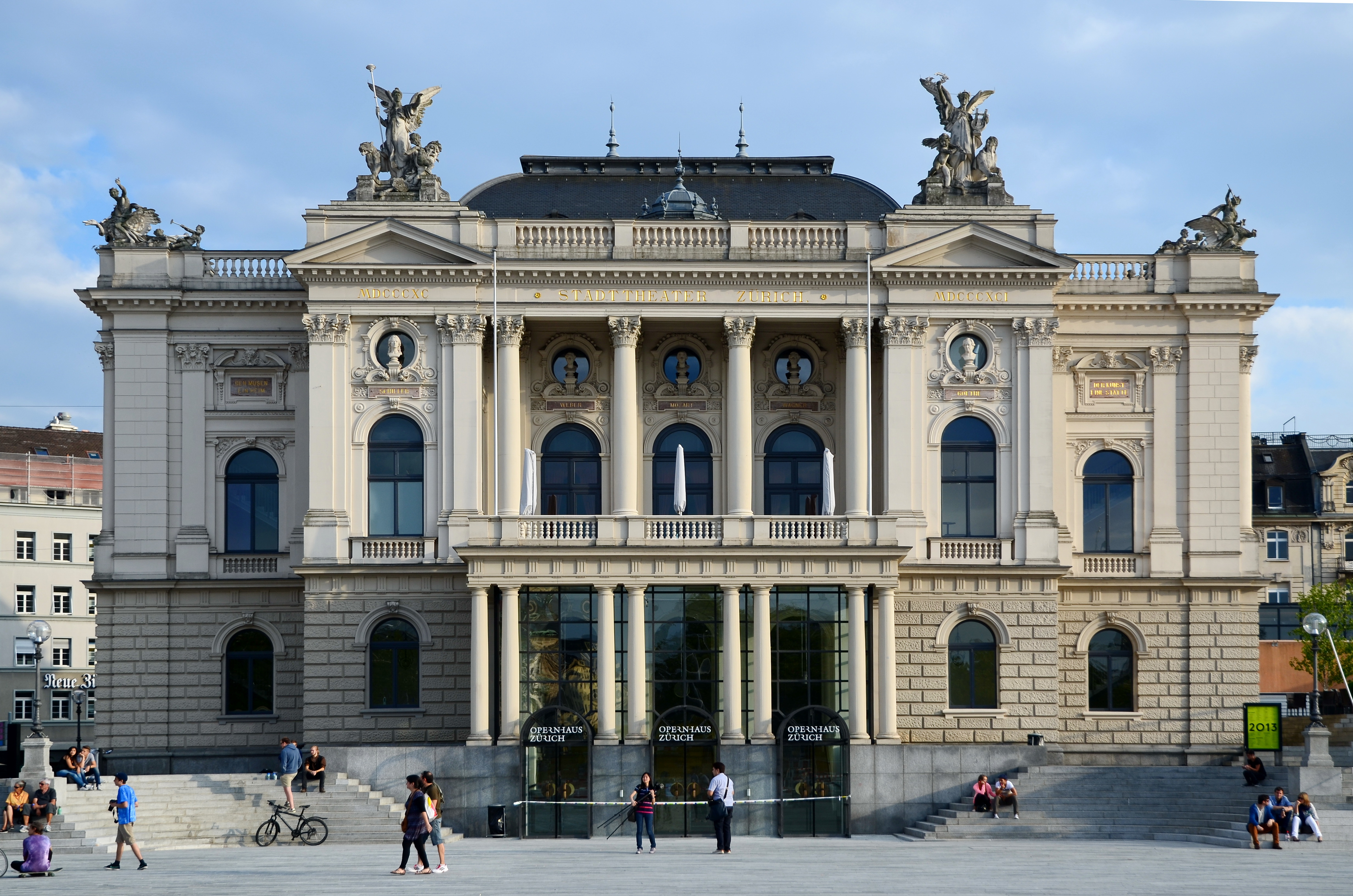
Opernhaus Zürich

### Profanbau
- Opéra Garnier in Paris, 1854–1874
- Theater Baden-Baden, 1860–1862
- Justizpalast in Brüssel, 1866–1879
- Museum Schwab in Biel, 1871–1873
- Schloss Linderhof, 1874–1878
- Neues Schloss Herrenchiemsee, 1878–1886
- Livingstonscher Pferdestall in Frankfurt am Main, 1880
- Palais Károlyi in Budapest, 1881–1883
- Palais Wenckheim in Budapest, 1886–1889
- Kollegienhaus in Erlangen, 1886–1889
- Opernhaus in Zürich, 1890–1891
- Theater am Schiffbauerdamm in Berlin, 1891–1892 (vereinfacht wiederaufgebaut)
- Budaer Burg in Budapest, 1891–1905
- Stadttheater in Krakau, 1891–1893
- Landestheater in Salzburg, 1892–1893
- Burgtheater in Wien, 1893–1894
- Hessisches Staatstheater in Wiesbaden, 1893–1894
- ehem. Generallandschaft in Stettin, 1891–1895
- Lustspieltheater (Vígszínház) in Budapest, 1886
- Hotel Monopol in Breslau, 1891–1892
- Neue Universität in Würzburg, 1892–1896
- Erbgroßherzogliches Palais (heute Bundesgerichtshof) in Karlsruhe, 1891–1897
- Stadttheater in Graz, 1898–1899 (Frontfassade umgebaut)
- Villa Thyssen in Mülheim an der Ruhr, 1899–1900
- Neue Hofburg in Wien, 1881–1914
- Deutsches Schauspielhaus in Hamburg, 1900
- ehemaliges Hauptpostamt (heute Postgalerie) in Karlsruhe, 1900
- ehemalige Augenklinik in Würzburg (heute Fraunhofer-Zentrum für Regenerative Therapien und Stammzellenprozesstechnik), 1898–1901[1]
- ehemalige Industrieschule (heute Deutsches Spielzeugmuseum) in Sonneberg, 1900–1901
- Opernhaus am Habsburgerring in Köln, 1899–1902 (teilzerstört und später abgebrochen)
- Schloss Loburg, 1900–1902
- Stadttheater Fürth, 1901–1902
- Stadttheater Bern, 1901–1903
- Adria-Palast der Adria-Reederei in Budapest, 1903
- Sächsische Staatskanzlei in Dresden, 1900–1904
- Bode-Museum in Berlin, 1897–1904
- Reichstags- und ehemaliges Reichsbankgebäude in Stockholm, 1897–1905
- Justizpalast in Schweinfurt, 1903–1905
- Leopold-Hoesch-Museum in Düren, 1905
- Büsing-Palais in Offenbach am Main, 1905
- Kantons- und Universitätsbibliothek in Freiburg (Schweiz), 1905
- ehemaliges Regierungsgebäude (heute Hauptgebäude der Europa-Universität Viadrina) in Frankfurt (Oder), 1898–1906
- Nürnberg Hauptbahnhof, 1900–1906
- ehemaliges Regierungsgebäude (heute Stadthaus) in Potsdam, 1902–1907
- Landeshaus in Wiesbaden, 1903–1907
- Bahnhof SBB in Basel, 1905–1907
- Festhalle in Frankfurt am Main, 1907
- Laeiszhalle in Hamburg, 1904–1908
- Oberpostdirektion in Augsburg, 1905–1908
- Justizpalast in München, 1905
- Amtsgericht Elberfeld (heute Wuppertal), 1906–1908
- Polizeiwache am Klingberg in Hamburg, 1906–1908
- Rathaus in Kassel, 1904–1909 (vereinfacht wiederaufgebaut)
- Pferdestall in Hamburg, 1906–1908,
- Rathaus in Bozen, 1907
- Charlottenburger Tor in Berlin, 1907–1908
- Tonhalle in St. Gallen, 1906–1909
- Ashton Memorial in Lancaster, 1907–1909
- Palatul Cantacuzino in Bukarest, 1909
- Bank für Thüringen in Meiningen, 1909–1910
- Oberlandesgericht in Köln, 1909–1911
- Villa Wolf in Zwickau, 1910–1911
- Sternwarte in Hamburg-Bergedorf, 1906–1912
- ehemaliges Kriegsministerium in Wien, 1909–1913
- Széchenyi-Bad in Budapest, 1913
- Bahnhof in St. Gallen, 1911–1913
- Villa Borsig auf der Insel Reiherwerder in Berlin-Reinickendorf, 1911–1913
- Herschelbad in Mannheim, 1912–1916
- Körnerpark in Berlin-Neukölln, 1912–1916
- Altes Stadthaus in Bonn, 1922–1925
- Schloss Christiansborg in Kopenhagen, 1907–1928

### Sakralbau
- Ortaköy-Moschee in Istanbul, 1853–1856
- Turm der Dreikönigskirche in Dresden, 1854–1857
- Sint Nicolaaskerk in Amsterdam, 1884–1887
- St. Nikolaus in Siegenburg, 1892–1893
- Johanniskirche in Leipzig, 1894–1897 (kriegszerstört, um 1963 gesprengt)
- St. Joseph in München, 1898–1902
- Turm der Georgenkirche in Eisenach, 1899–1902
- Josephskirche in Basel, 1900–1902
- Matthäuskirche in Hamburg, 1900–1902
- Alte Synagoge in Potsdam, 1900–1903 (1938 zerstört)
- Kirche St. Fridolin in Mülhausen, 1901–1906
- Kirche St. Stephan in Kreuzlingen, 1903
- Schlosskirche in Niedergösgen, 1903–1904
- Stadtkirche St. Nikolaus in Frauenfeld, 1904–1906
- Christuskirche in Mannheim, 1907–1911
- St. Anton in Passau, 1908–1910
- Thomaskirche in Wuppertal, 1909–1910
- Basilika St. Anna in Altötting, 1910–1912
- Kirche St. Maurice in Freyming-Merlebach, 1911–1913
- Katholische Kirche St. Josef in Zürich, 1912–1914
- St. Wolfgang in Haidhausen, 1915–1920
- Katholisches Redemptoristenkloster St. Klemens in Heiligenstadt, 1925–1927 (Architekt Adam Weinhag)
- Katholische Pfarrkirche Zu den Hl. Schutzengeln in Eichenau, 1926
- Katholische Pfarrkirche St. Paulus in Göttingen, 1927–1929 (Architekt Adam Weinhag)

## Bildhauerei
Zur selben Zeit wie in der Architektur treten in der Bildhauerei neobarocke Tendenzen auf. Als Hauptvertreter des Neobarock gelten der Berliner Bildhauer Reinhold Begas und der Wiener Viktor Tilgner.
Beispiele:
- Mendebrunnen in Leipzig (1883)
- Neptunbrunnen in Berlin (1886–1891)
- Siegesallee in Berlin (1895–1901)
- Mozart-Denkmal im Wiener Burggarten (1896)

## Musik
In der Musik ist der Neobarock Teil des Neoklassizismus. Diese sich im frühen 20. Jahrhundert entwickelnde Kompositionsrichtung griff neben klassischen und romantischen auch spätbarocke Formen und Stilmittel auf.

## Orgelbau

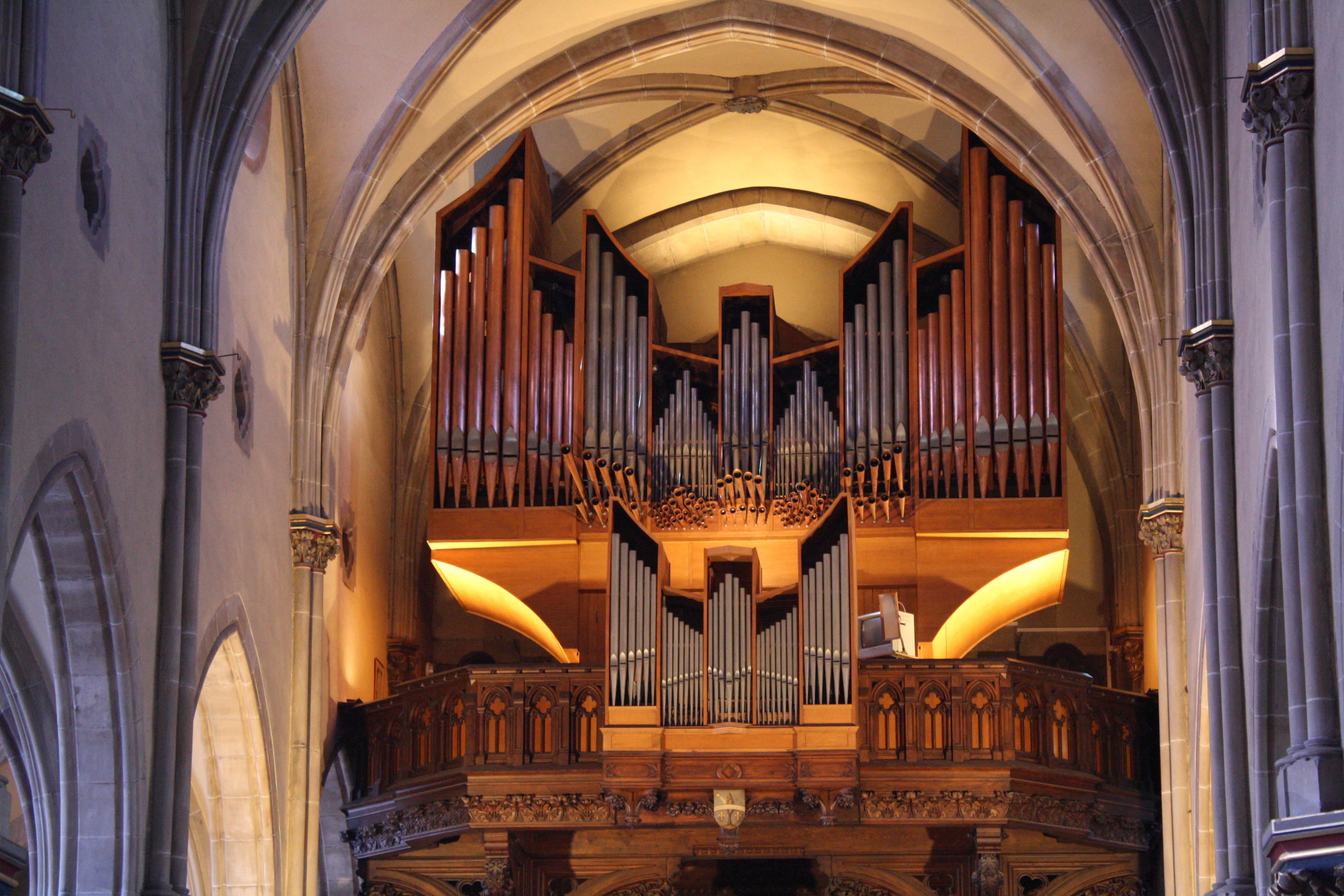
Neobarocke Orgel (mit modernem Prospekt) der Kirche von Forbach (Haerpfer & Erman, 1964)

Im Orgelbau wird mit Neobarock eine Stilrichtung bezeichnet, bei der ausgehend von der Orgelbewegung der 1920er Jahre Instrumente mit vielen Obertonregistern disponiert wurden. Vor allem nach 1945 wurden neue Orgeln an der neobarocken Klangästhetik ausgerichtet. Orgeln des 19. Jahrhunderts und der Zeit bis zum Zweiten Weltkrieg wurden in dieser Zeit häufig klanglich aufgehellt, um dem neobarocken Klangideal zu entsprechen. Selbst Barockorgeln (z. B. die Schnitger-Orgel von 1688 in Hamburg-Neuenfelde) blieben nicht verschont, da sie nicht „barock“ genug erschienen. Technisch gesehen waren die neobarocken Orgeln Kind ihrer Zeit: Viele Instrumente waren mit elektrischen Kegelladen ausgestattet, und erst nach und nach setzte sich die mechanische Spieltraktur (bei elektrischer Registertraktur) durch.  Die Prospekte wurden oft ohne geschlossenes Gehäuse konzipiert. Erst ab etwa 1960 setzte sich das Werkprinzip norddeutscher Orgeln der Barockzeit durch. Ornamente, Vergoldungen und Farbfassungen wie bei vielen Barock-Orgeln wurden dabei jedoch vermieden.